# Tratado Wyke-Aycinena
Tratado Wyke-Aycinena é um tratado celebrado entre a Grã-Bretanha e o governo conservador de Rafael Carrera y Turcios da Guatemala para definir os limites de Belize em troca da construção de uma estrada que comunicaria a Cidade da Guatemala com a Cidade de Belize.